# Bandera de Texas
La bandera de Texas es rectangular, dividida en dos partes horizontales iguales, blanca la superior y roja la inferior, con una franja vertical azul, al asta, de una ancho equivalente a 1/3 del largo de la bandera, sobre la que se sitúa centrada una estrella blanca de cinco puntas. Fue adoptada hace 186 años, el 25 de enero de 1839.
Texas ha visto flamear diversas banderas durante su historia. España, Francia, México, la Confederación y la República de Texas han declarado alguna vez soberanía sobre el estado. 
Texas permaneció como república por casi 10 años, hasta que fue incorporada a los Estados Unidos en 1845. La bandera texana es el símbolo oficial del estado de la estrella solitaria, llamado así por la única estrella de la bandera al igual que la bandera de Chile, roja blanca y azul. Los colores de la bandera simbolizan la valentía (rojo), la pureza y la libertad (blanco), y la lealtad (azul).
Por su similitud en la forma y colores, a veces se la ha confundido con la bandera de Chile. Sin embargo, la diferencia fundamental entre las dos banderas es que, en la chilena, el cuartel azul con la estrella en plata sólo ocupa hasta la mitad superior, y en la de Texas, en toda la faja.
Tejas tiene una estrella llamada la "estrella solitaria" que simboliza su libertad.

## Banderas históricas

1685-1689 Pabellón francés posiblemente usado por René Robert Cavelier de La Salle, durante la colonización francesa de Texas.
1690-1785 Bandera y enseña de la Nueva España, también conocida como la bandera de la Cruz de Borgoña.
1785-1820 Bandera de España en tierra.
1812–1813 La bandera de la Expedición Gutiérrez-Magee, a veces llamada la "Primera República de Texas", que abarcó tierras desde San Antonio hasta Nacogdoches y Goliad.
1819–1821 Una de las banderas de la Expedición Long, a veces llamada la "Segunda República de Texas", de 1819 a 1821. Esta bandera era conocida como la Bandera de Jane Long , llamada así en honor a la esposa de James Long. Esta es también la primera bandera con la Estrella Solitaria de Texas.
1821 Otra bandera de la Expedición Long, a veces llamada la "Segunda República de Texas". Esta bandera era conocida como la bandera de James Long, que lleva el nombre de James Long. Se agregaron rayas para atraer a los estadounidenses a ayudar a James en su segundo intento de reclamar Texas, aunque solo controlaban Nacogdoches.[cita requerida]
1821-1823 Bandera del primer Imperio Mexicano.
1823-1836 Primera bandera de la República Mexicana, volando sobre el suelo reclamado por México hasta la Revolución de Texas.
1836–1839 La "Bandera de Burnet," usada desde 1836 hasta 1839 como la bandera nacional de la República de Texas hasta que fue reemplazada por la "Bandera de la Estrella Solitaria" utilizada actualmente. Era la bandera de facto de guerra desde entonces hasta 1880.
1839–1845; 1846–1879 Bandera nacional de la República de Texas desde 1839 hasta 1845; 1846 hasta 1879.
1845-1861, 1865-presente Bandera de los Estados Unidos en 1846 cuando Texas se convirtió en parte de la Unión. (Para banderas adicionales de Estados Unidos, ver bandera de los Estados Unidos: Progresión histórica de diseños.)
1861-1865 Bandera de los Estados Confederados en 1861 cuando Texas se convirtió en una parte de la Confederación. (Para banderas adicionales de los Estados Confederados, ver Bandera de los Estados Confederados de América: Banderas nacionales.)